# The Mended Lute
The Mended Lute er en amerikansk stumfilm fra 1909 af D. W. Griffith.

## Medvirkende
- Florence Lawrence – Rising Moon
- Frank Powell – Elk Horn
- Owen Moore
- James Kirkwood